# Jiří Kučera (volejbalista)
Jiří Kučera (* 30. září 1929 Praha) je bývalý československý volejbalista.
Vystudoval strojní průmyslovku na Smíchově. Mezi léty 1952 - 1959 byl členem reprezentace. V letech 1970-72 působil
jako trenér a později jako rozhodčí pražských soutěží.

## Působení
- 1948 - 1951 Sokol Michle (hráč prvního, poté druhého mužstva)
- 1951 - 1952 Stavotechna Michle (dříve Sokol Michle, 2. místo v lize)
- 1952 - 1957 armádních celky ATK, ÚDA a Dukla Praha (4x mistr republiky)
- 1958 - 1961 Spartak Potrubí Praha (3. místo v lize)
- 1962 Montáže Praha (dříve Stavotechna Michle)

## Ocenění
- člen Síně slávy Československého volejbalu